# Macropodanthus berkeleyi
Macropodanthus berkeleyi är en orkidéart som först beskrevs av Heinrich Gustav Reichenbach, och fick sitt nu gällande namn av Gunnar Seidenfaden och Leslie Andrew Garay. Macropodanthus berkeleyi ingår i släktet Macropodanthus och familjen orkidéer.
Artens utbredningsområde är Nicobarerna. Inga underarter finns listade i Catalogue of Life.